# James Marshall (aktor)
James Marshall, właśc. James David Greenblatt (ur. 2 stycznia 1967 w dzielnicy Queens w Nowym Jorku) – amerykański aktor, producent filmowy, scenarzysta i muzyk.

## Wczesne lata
Urodził się w nowojorskiej dzielnicy Queens jako syn Charlotte Greenblatt (z domu Bullard), tancerki The Rockettes, i Williama R. Greenblatta, producenta filmowego, publicysty Radio City Music Hall. Dorastał w hrabstwie Bergen w stanie New Jersey z młodszą siostrą Kathryn. Jako nastolatek grał na gitarze i komponował utwory bluesowe, rockowe i jazzowe. Mając 13 lat zasłynął w hrabstwie Bergen w New Jersey z oryginalnej umiejętności malowania portretów na plecach dżinsowych kurtek. W wieku 15 lat przeniósł się z rodziną do Los Angeles, gdzie uczęszczał do Santa Monica High School i zapisał się na kursy aktorskie. W latach 80. XX wieku wraz z rodziną przeprowadził się z New Jersey do Kalifornii. Dorabiał roznosząc pizzę.

## Kariera
Po ukończeniu liceum uczęszczał na lekcje aktorstwa i wyjechał do Hollywood i choć ojciec zaoferował mu pomoc, odmówił, nie chcąc iść drogą nepotyzmu. Początkowo dorabiał jako posłaniec, pracował również w pizzerii. Pojawił się jako student w jednym z odcinków serialu Napisała: Morderstwo (Murder, She Wrote, 1984) oraz jako chłopak na deskorolce w telewizyjnym dramacie sensacyjnym HBO Czwarta Rzesza (Into the Homeland, 1987) z udziałem Davida Caruso i C. Thomasa Howella. Występ w jednym z odcinków serialu ABC Afterschool Specials – pt. Date Rape przyniósł mu nominację do nagrody Young Artist Award.
Zwrócił na siebie uwagę telewidzów rolą nastrojowego motocyklisty Jamesa Hurleya, chłopaka Laury Palmer w serialu Davida Lyncha Miasteczko Twin Peaks (Twin Peaks, 1990–91) i filmie Twin Peaks: Ogniu krocz ze mną (Twin Peaks: Fire Walk with Me, 1992). W historycznym dramacie więziennym Martina Sheena Kadencja (Cadence, 1990) został obsadzony w roli kaprala Harolda Lamara, strażnika w wojskowym więzieniu w RFN, gdzie odbywają karę żołnierze United States Army odmawiający udziału w wojnie wietnamskiej. Następnie zagrał drugoplanową postać szeregowego Loudena Downeya w dreszczowcu Roba Reinera Ludzie honoru (A Few Good Men, 1992) u boku Toma Cruise’a, Demi Moore i Jacka Nicholsona. W 1992 zagrał swoją pierwszą główną rolę boksera Tommy’ego Rileya w dramacie Gladiator (1992), a trzy miesiące przed zdjęciami rozpoczął rygorystyczne treningi.
Pracował jako producent wykonawczy na planie filmu przygodowego Smallville (2001).

## Życie prywatne
19 sierpnia 1991 poślubił Anę. W 1993 doszło do rozwodu. 8 maja 1998 ożenił się z aktorką Renee Griffin, z którą ma syna, Jamesa Davida (ur. 2002).
Latem 2010 Marshall pozwał firmę farmaceutyczną Hoffmann-La Roche (oddział Roche Holding AG) o odszkodowanie w wysokości 11 mln dolarów za obrażenia, które, jak twierdził, były wynikiem zażywania leku Accutane. Twierdził, że doznał tak poważnych dolegliwości żołądkowo–jelitowych związanych z Accutane, że wymagały czteromiesięcznego pobytu w szpitalu i chirurgicznego usunięcia okrężnicy. Twierdził, że obrażenia te zniweczyły jego karierę aktorską. Aktorzy, Martin Sheen (wieloletni przyjaciel rodziny), Brian Dennehy, Esai Morales i Rob Reiner (reżyser filmu Ludzie honoru) mieli zeznawać w jego imieniu. Sprawa Marshalla przeciwko Hoffmann-La Roche ostatecznie zakończyła się niepowodzeniem.

## Filmografia

### Filmy
- 1987: Czwarta Rzesza (Into the Homeland, TV) jako chłopak na deskorolce
- 1989: Kierunek: Punkt zero (Nightbreaker, TV) jako Barney Immerman
- 1990: Kadencja (Cadence) jako Lamar
- 1992: Gladiator jako Tommy Riley
- 1992: Ludzie honoru (A Few Good Men) jako starszy szeregowy Louden Downey
- 1992: Twin Peaks: Ogniu krocz ze mną (Twin Peaks: Fire Walk with Me) jako James Hurley
- 1999: Wysłannik śmierci (Doomsday Man) jako Tom
- 2002: Bez przedawnienia (High Crimes) jako Sądowy Gwardzista

### Seriale
- 1984: Napisała: Morderstwo (Murder, She Wrote) jako student 3
- CBS Schoolbreak Special jako:
  - Joey (1986)
  - Doug Simpson (1988)
- Willie Willens (1989)
- 1989: China Beach jako Kanaski, szpitalny G.I. / Grunt
- 1989–1991: Dzieciaki, kłopoty i my (Growing Pains) jako:
  - Lenny (1989)
  - Kevin Randall (1989)
  - Kevin / aktor / Bob (1990)
  - menedżer teatralny (1991)
- 1990–1991: Miasteczko Twin Peaks (Twin Peaks) jako James Hurley
- 2003: CSI: Kryminalne zagadki Las Vegas (CSI: Crime Scene Investigation) jako Gary Quinn
- 2017: Twin Peaks jako James Hurley

## Dyskografia
- 2007: Angelo Badalamenti And David Lynch – Twin Peaks. Season Two Music And More; utwór Just You (wyd. David Lynch Music Company, Absurda DLMC003)